# Goran Karan
Goran Karan (ur. 2 kwietnia 1964 w Belgradzie) – chorwacki piosenkarz urodzony w Serbii, reprezentant Chorwacji w 45. Konkursie Piosenki Eurowizji w 2000 roku.

## Kariera muzyczna

### Początki kariery
Goran Karan zaczynał swoją karierę muzyczną na początku lat 80. wokalista grup Epicentre, The Ninth Circle i Zippo oraz lider zespołu rockowego Big Blue. W 1995 roku razem z zespołem zdobył nagrodę za przebój roku, którym uznano piosenkę „Priznaj mi”, a także wydał dwa albumy studyjne: Na putu za rajski grad i Road to Promised Land nagrany w języku angielskim.

### 1997–99:Kao da te ne volim
W 1997 roku zdecydował się na rozpoczęcie kariery solowej. Pod koniec 1998 roku zagrał główną męską rolę w sztuce Rock It wystawianej w teatrze Ronacher w Wiedniu. Libretto spektaklu oparte było na mieszance przebojów z ośmiu musicali, w tym m.in. Jesus Christ Superstar, Hair i Grease. W 1999 roku wydał swój debiutancki album studyjny zatytułowany Kao da te ne volim, który powstał we współpracy m.in. z kompozytorem Zdenkiem Runjiciem. Krążek okazał się bestsellerem w kraju oraz uzyskała status platynowej płyty. W tym samym roku Karan uzyskał tytuł Piosenkarza roku w plebiscytach przeprowadzanych przez rozgłośnie radiowe oraz gazety.

### 2000: Konkurs Piosenki Eurowizji iVagabundo
W 2000 roku zgłosił się do udziału w krajowych eliminacjach eurowizyjnych Dora 2000 z utworem „Kada zaspu anđeli (Ostani)”. W lutym wystąpił w finale selekcji i zajął w nim pierwsze miejsce po zdobyciu największego poparcia jurorów, dzięki czemu został wybrany na reprezentanta Chorwacji w 45. Konkursie Piosenki Eurowizji organizowanym w Sztokholmie. 13 maja wystąpił w finale widowiska i zajął ostatecznie 9. miejsce z 70 punktami na koncie. Utwór znalazł się na jego drugiej płycie studyjnej Vagabundo, która ukazała się w tym samym roku. W czerwcu wyruszył do Stanów Zjednoczonych, gdzie zagrał kilka koncertów, zaś kilka tygodni później otrzymał prestiżową chorwacką nagrodę Porin w trzech kategoriach: Najlepszy męski wokal, Najlepszy album muzyki pop (za płytę Vagabundo) oraz Najlepsza współpraca (za duet z Oliverem Dragojeviciem).

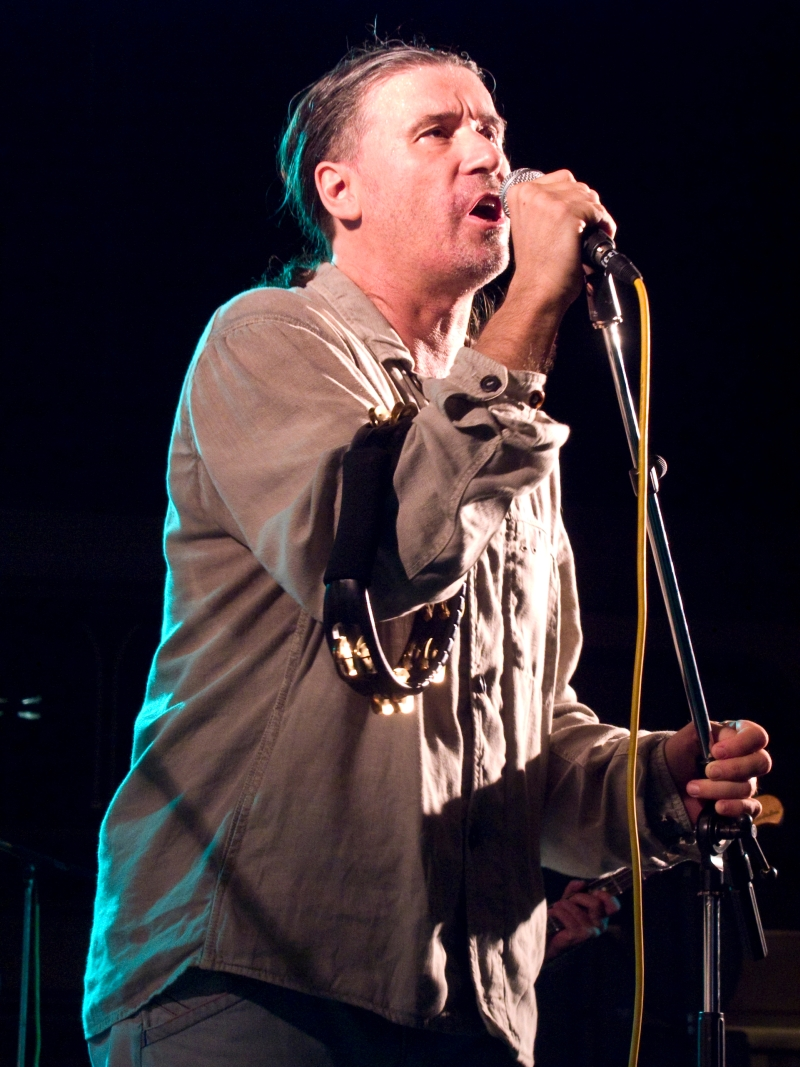
Goran Karan podczas koncertu w 2008 roku

### 2001–2007:Ahoj!iOd srca do usana
W 2001 roku premierę miał pierwszy album kompilacyjny Karana zatytułowany Dalmatinske suze – 16 hitova, na którym znalazły się m.in. najpopularniejsze utwory w jego dorobku. W marcu 2002 roku piosenkarz wziął udział w krajowych eliminacjach eurowizyjnych Dora 2002 z piosenką „Jos uvijek vjerujem da ljubav postoji”, z którą zajął ostatecznie drugie miejsce. W tym samym roku wystąpił jeszcze na festiwalu Melodije hrvatskog Jadrana z utworem „Ahoj! – Lipi galebe moj”, na Chorwackim Festiwalu Radiowym z piosenką „Gori noć” oraz na festiwalu Šibenik z numerem „Samo moru virujen”. Wszystkie utwory zostały umieszczone na jego trzeciej płycie długogrającej zatytułowanej Ahoj z 2003 roku.
W 2004 roku zajął drugie miejsce na festiwalu Sunčane Skale organizowanym w Hercegu Novim z piosenką „Pristajem na sve”. Na przełomie 2004 i 2005 roku nagrał i wydał materiał na swój czwarty album studyjny zatytułowany Od srca do usana. W 2005 roku został jurorem programu Hrvatski idol, chorwackiej wersji formatu Idol oraz wydał swoją drugą płytę kompilacyjną z największymi przebojami zatytułowaną Zlatna kolekcija. W tym samym roku z utworem „Ružo moja bila” wygrał Split Festival i festiwal Sunčane skale organizowany w Hercegu Novim, a także wziął udział w krajowych eliminacjach eurowizyjnych Dora 2005 z numerem „Bijele zastave”, z którym zajął ostatecznie ósme miejsce.
Latem 2007 roku skomponował utwór „Ovo nije kraj” napisany ku pamięci ofiar tragicznych pożarów w Kornati, w której zginęło 13 osób. Piosenka została nagrana przez zespół Split Star, w którego skład weszli znani wykonawcy z miasta Split, tj. Oliver Dragojević, Marko Perković Thompson, Tedi Spalato, Dražen Zečić, Giuliano, Alen Nižetić, Hari Rončević. W 2008 roku ukazała się piąta płyta studyjna Karana zatytułowana Dite jubavi.

### Od 2009:Romanca pod zvizdama, wizyta w Polsce iČovik tvoj
W kwietniu 2009 roku wyruszył w trasę koncertową po Stanach Zjednoczonych i Kanadzie. W czerwcu zorganizował imprezę charytatywną Naš mali svijet, podczas której odbył się mecz piłki nożnej oraz koncerty chorwackich i włoskich artystów (w tym m.in. Erosa Ramazzottiego i Zucchero). W 2010 roku napisał tekst do piosenki „Do zadnjeg daha” będącej oficjalnym hymnem Mistrzostw Europy w Piłce Wodnej organizowanych w Zagrzebiu, a także wystąpił na festiwalu Split, na którym zajął trzecie miejsce z utworem „Nevera”.
W marcu 2011 roku wydał album koncertowy zatytułowany Romanca pod zvizdama zawierający zapis audiowizualny jego koncertu zagranego w ramach 55. Letniego Festiwalu w Splicie. W kwietniu 2012 roku wystąpił w Polsce podczas koncertu Serce Dalmacji „Melodie znad Adriatyku” organizowanego w Domu Muzyki i Tańca w Zabrzu. W sierpniu Wydawnictwo Muzyczne ESKA wydało na polskim rynku zapis audiowizualny całego koncertu.
W 2013 roku premierę miała jego szósta płyta studyjna zatytułowana Čovik tvoj.

## Dyskografia
Albumy studyjne
- Kao da te ne volim (1999)
- Vagabundo (2000)
- Ahoj! (2003)
- Od srca do usana (2005)
- Dite ljubavi (2008)
- Čovik tvoj (2013)
- Naša bila storija (2017)
- Glas juga (2018)

Albumy kompilacyjne
- Dalmatinske suze – 16 hitova (2001)
- Zlatna kolekcija (2005)
- Romanza pod zvizdama (2011)